# Ascotis azorica
Ascotis azorica là một loài bướm đêm trong họ Geometridae.